# Атомні поети
Атомні поети (ісл. Atómskáld) — група ісландських поетів-модерністів, які працювали в руслі таких поетів-модерністів, як Стейнн Стейнарр і Йон ур Вор. Найвидатнішими з «атомних поетів» були Ейнар Брагі, Ганнес Сігфуссон, Йон Оскар, Сігфус Дадасон, Дагур Сігурдарсон і Стефан Хордур Грімссон.. Всі вони розпочали свою кар’єру в 1940-1950-х роках.
Термін був запропонований ісландським лауреатом Нобелівської премії, прозаїком Галдором Лакснессом у його романі «Атомна станція» 1948 року: згідно з коротким викладом Дейзі Нейманн, «атомний поет у романі — поганий поет і не дуже симпатичний персонаж». Назва, яку спочатку використовували принизливо, закріпилася й стала означати всю поезію, написану в нетрадиційній манері. Творчість атомних поетів була структурно складнішою, вона була зосередженою на внутрішній світ людини. Під впливом французького сюрреалізму (Ейнар Брагі переклав деякі їхні тексти на ісландську мову) ці поети зробили революцію в ісландській поезії, замінивши «старі поетичні традиції метра, алітерації та стилізованого „поетичного“ слова» на «вільний вірш» та інші риси «інтернаціонального» стилю".
Атомні поети не мали власного маніфесту і ніколи не були організованим рухом, хоча деякі з них співпрацювали в редакційній колегії «головного форуму ісландських модерністів» Біртінгур, заснованого в 1953 році Ейнаром Брагі.